# 導国王
導国王（どうこくおう、? - 紀元前413年）は、箕子朝鮮の第31代の王（在位：紀元前432年 - 紀元前413年）。導国王は諡で、諱は澄。王位は赫聖王（）が継承。